# Röda (Leisnig)
Röda ist ein Ortsteil der Stadt Leisnig im Landkreis Mittelsachsen. 1964 hatte der Ort 95 Einwohner. 1965 wurde er nach Gorschmitz eingemeindet, seit 1969 gehört er zu Leisnig.

## Geschichte
Röda entstand im 12. Jahrhundert im Zuge des Landesausbaus im Pleißenland. Es unterstand den Burggrafen von Leisnig. 
1378 hatte Röda jährlich sechs Scheffel Korn und dasselbe in Hafer, dazu zusammen mit Gorschmitz ein Küchenrind, an das castrum Leisnig zu liefern. 1548 nennt das Amtserbbuch von Leisnig zu Röda: „13 besessene Mann, darunter vier Gärtner, die sind alle dem von Kötteritzsch zu Sitten lehen- und zinsbar.“ Einige Zinsen muss das Kloster Buch holen lassen.
Der Ort war stets nach Leisnig gepfarrt.